# Sentinelština
Sentinelština je jazyk Sentinelců z ostrova Severní Sentinel (Andamany a Nikobary, Indie). Protože už 300 let nedošlo k žádnému kontaktu Sentinelců a zbytku světa, nikdo jiný než oni neumí tento jazyk. Není známo jediné slovo. Neexistuje však ani způsob, jak informace o sentinelštině získat, protože indická vláda nepovoluje nikomu vstup na ostrov a Sentinelci jsou vůči cizincům velmi nepřátelští.

## Klasifikace
Mnoho lidí předpokládá, že sentinelština patří mezi andamanské jazyky. Ovšem andamanské jazyky jsou vlastně jazykový svaz, který ukrývá dvě jazykové rodiny: velkoandamanské jazyky a onžské jazyky. Onžskými jazyky mluví podstatně méně lidí, než velkoandamanskými. Předpokládá se tedy, že pokud by sentinelština byla andamanským jazykem, řadila by se mezi onžské jazyky, ovšem existují teorie, že sentinelština je jazyk andamanský. Sentinelština může být také izolovaný jazyk. V nedávné době[kdy?] proběhla dvě setkání se Sentinelci, ovšem nikdo nerozpoznal jazyk, kterým mluvili v krátkém boji proti nepřátelům. Jazyk se proto řadí mezi neklasifikované jazyky.

## Počet mluvčích
Sentinelština je řazena mezi ohrožené jazyky, kvůli malému počtu mluvčích, který je neznámý, ale odhaduje se, že mluvčích je 100–250. Hrubý odhad vlády Indie je 100. Většina Sentinelců nejspíše ale nemluví jiným jazykem.